# Брагареаса (Бузау)
Брагареаса (рум. Brăgăreasa) насеље је у Румунији у округу Бузау у општини Скутелничи. Oпштина се налази на надморској висини од 67 m.

## Становништво
Према подацима из 2002. године у насељу је живело 757 становника, од којих су сви румунске националности.